# Góry Wizowickie
Góry Wizowickie (513.42; cz. Vizovická vrchovina) – pasmo górskie w łańcuchu Karpat Słowacko-Morawskich w Zewnętrznych Karpatach Zachodnich. Leżą w środkowych Morawach na terenie Czech.
Góry Wizowickie na północy przechodzą w Góry Hostyńsko-Wsetyńskie, na wschodzie – w Jaworniki, na południu – w Białe Karpaty, na zachodzie zaś opadają w Obniżenie Górnomorawskie i Dolnomorawskie. Powierzchnia pasma wynosi 1,4 tys. km². Najwyższe szczyty to Klášťov – 753 m n.p.m., Spletený vrch – 565 m i Rýsov – 542 m.
Góry Wizowickie są zbudowane z fliszowych piaskowców i iłowców. W części mają charakter pogórza o urozmaiconej rzeźbie. Lasy mieszane, przeważnie bukowe, dębowe i świerkowe.
Góry Wizowickie dzieli się na mikroregiony:
- Fryštácká vrchovina
- Hlucká pahorkatina
- Komonecká hornatina
- Luhačovická vrchovina
- Zlínská vrchovina